# Final do Grand Prix Júnior de Patinação Artística no Gelo
A Final do Grand Prix Júnior de Patinação Artística no Gelo de é a competição final do Grand Prix Júnior de Patinação Artística no Gelo. A competição tem quatro eventos: individual masculino, individual feminino, duplas e dança no gelo.
A Final do Grand Prix Júnior de Patinação Artística no Gelo de consiste na soma de pontos dos eventos anteriores da temporada. Desde a temporada 2008–2009 a competição final do Grand Prix Júnior é disputada junto com sua versão sênior.

## Edições
| Temporada | Edição | Cidade sede | País             | Júnior | Júnior | Júnior | Júnior | Ref    |
| Temporada | Edição | Cidade sede | País             | M      | F      | P      | D      | Ref    |
| --------- | ------ | ----------- | ---------------- | ------ | ------ | ------ | ------ | ------ |
| 1997–98   | 1.ª    | Lausana     | Suíça            | •      | •      | •      | •      | [ 1 ]  |
| 1998–99   | 2.ª    | Detroit     | Estados Unidos   | •      | •      | •      | •      | [ 2 ]  |
| 1999–00   | 3.ª    | Gdańsk      | Polônia          | •      | •      | •      | •      | [ 3 ]  |
| 2000–01   | 4.ª    | Ayr         | Reino Unido      | •      | •      | •      | •      | [ 4 ]  |
| 2001–02   | 5.ª    | Bled        | Eslovênia        | •      | •      | •      | •      | [ 5 ]  |
| 2002–03   | 6.ª    | Haia        | Países Baixos    | •      | •      | •      | •      | [ 6 ]  |
| 2003–04   | 7.ª    | Malmö       | Suécia           | •      | •      | •      | •      | [ 7 ]  |
| 2004–05   | 8.ª    | Helsinque   | Finlândia        | •      | •      | •      | •      | [ 8 ]  |
| 2005–06   | 9.ª    | Ostrava     | República Tcheca | •      | •      | •      | •      | [ 9 ]  |
| 2006–07   | 10.ª   | Sófia       | Bulgária         | •      | •      | •      | •      | [ 10 ] |
| 2007–08   | 11.ª   | Gdańsk      | Polônia          | •      | •      | •      | •      | [ 11 ] |
| 2008–09   | 12.ª   | Goyang      | Coreia do Sul    | •      | •      | •      | •      | [ 12 ] |
| 2009–10   | 13.ª   | Tóquio      | Japão            | •      | •      | •      | •      | [ 13 ] |
| 2010–11   | 14.ª   | Pequim      | China            | •      | •      | •      | •      | [ 14 ] |
| 2011–12   | 15.ª   | Quebec City | Canadá           | •      | •      | •      | •      | [ 15 ] |
| 2012–13   | 16.ª   | Sóchi       | Rússia           | •      | •      | •      | •      | [ 16 ] |
| 2013–14   | 17.ª   | Fukuoka     | Japão            | •      | •      | •      | •      | [ 17 ] |
| 2014–15   | 18.ª   | Barcelona   | Espanha          | •      | •      | •      | •      | [ 18 ] |
| 2015–16   | 19.ª   | Barcelona   | Espanha          | •      | •      | •      | •      | [ 19 ] |
| 2016–17   | 20.ª   | Marselha    | França           | •      | •      | •      | •      | [ 20 ] |
| 2017–18   | 21.ª   | Nagoya      | Japão            | •      | •      | •      | •      | [ 21 ] |
| 2018–19   | 22.ª   | Vancouver   | Canadá           | •      | •      | •      | •      | [ 22 ] |

## Lista de medalhistas

### Individual masculino
| Evento                         | Ouro                               | Prata                                | Bronze                               |
| Lausana 1997–98 (detalhes)     | Timothy Goebel · Estados Unidos    | Ivan Dinev · Bulgária                | Matthew Savoie · Estados Unidos      |
| Detroit 1998–99 (detalhes)     | Vincent Restencourt · França       | Ilia Klimkin · Rússia                | Alexei Vasilevski · Rússia           |
| Gdańsk 1999–00 (detalhes)      | Gao Song · China                   | Stefan Lindemann · Alemanha          | Fedor Andreev · Canadá               |
| Ayr 2000–01 (detalhes)         | Ma Xiaodong · China                | Sergei Dobrin · Rússia               | Stanislav Timchenko · Rússia         |
| Bled 2001–02 (detalhes)        | Stanislav Timchenko · Rússia       | Ma Xiaodong · China                  | Kevin van der Perren · Bélgica       |
| Haia 2002–03 (detalhes)        | Alexander Shubin · Rússia          | Sergei Dobrin · Rússia               | Parker Pennington · Estados Unidos   |
| Malmö 2003–04 (detalhes)       | Evan Lysacek · Estados Unidos      | Andrei Griazev · Rússia              | Christopher Mabee · Canadá           |
| Helsinque 2004–05 (detalhes)   | Dennis Phan · Estados Unidos       | Yasuharu Nanri · Japão               | Alexander Uspenski · Rússia          |
| Ostrava 2005–06 (detalhes)     | Takahiko Kozuka · Japão            | Austin Kanallakan · Estados Unidos   | Geoffry Varner · Estados Unidos      |
| Sófia 2006–07 (detalhes)       | Stephen Carriere · Estados Unidos  | Brandon Mroz · Estados Unidos        | Kevin Reynolds · Canadá              |
| Gdańsk 2007–08 (detalhes)      | Adam Rippon · Estados Unidos       | Brandon Mroz · Estados Unidos        | Armin Mahbanoozadeh · Estados Unidos |
| Goyang 2008–09 (detalhes)      | Florent Amodio · França            | Armin Mahbanoozadeh · Estados Unidos | Richard Dornbush · Estados Unidos    |
| Tóquio 2009–10 (detalhes)      | Yuzuru Hanyu · Japão               | Song Nan · China                     | Ross Miner · Estados Unidos          |
| Pequim 2010–11 (detalhes)      | Richard Dornbush · Estados Unidos  | Yan Han · China                      | Andrei Rogozine · Canadá             |
| Quebec City 2011–12 (detalhes) | Jason Brown · Estados Unidos       | Yan Han · China                      | Joshua Farris · Estados Unidos       |
| Sóchi 2012–13 (detalhes)       | Maxim Kovtun · Rússia              | Joshua Farris · Estados Unidos       | Ryuju Hino · Japão                   |
| Fukuoka 2013–14 (detalhes)     | Jin Boyang · China                 | Adian Pitkeev · Rússia               | Nathan Chen · Estados Unidos         |
| Barcelona 2014–15 (detalhes)   | Shoma Uno · Japão                  | Sota Yamamoto · Japão                | Alexander Petrov · Rússia            |
| Barcelona 2015–16 (detalhes)   | Nathan Chen · Estados Unidos       | Dmitri Aliev · Rússia                | Sota Yamamoto · Japão                |
| Marselha 2016–17 (detalhes)    | Dmitri Aliev · Rússia              | Alexander Samarin · Rússia           | Cha Jun-hwan · Coreia do Sul         |
| Nagoya 2017–18 (detalhes)      | Alexei Krasnozhon · Estados Unidos | Camden Pulkinen · Estados Unidos     | Mitsuki Sumoto · Japão               |
| Vancouver 2018–19 (detalhes)   | Stephen Gogolev · Canadá           | Petr Gumennik · Rússia               | Koshiro Shimada · Japão              |

### Individual feminino
| Evento                         | Ouro                                    | Prata                                   | Bronze                                  |
| Lausana 1997–98 (detalhes)     | Julia Soldatova · Rússia                | Amber Corwin · Estados Unidos           | Elena Pingachova · Rússia               |
| Detroit 1998–99 (detalhes)     | Viktoria Volchkova · Rússia             | Sarah Hughes · Estados Unidos           | Daria Timoshenko · Rússia               |
| Gdańsk 1999–00 (detalhes)      | Deanna Stellato · Estados Unidos        | Jennifer Kirk · Estados Unidos          | Svetlana Bukareva · Rússia              |
| Ayr 2000–01 (detalhes)         | Ann Patrice McDonough · Estados Unidos  | Kristina Oblasova · Rússia              | Yukari Nakano · Japão                   |
| Bled 2001–02 (detalhes)        | Miki Ando · Japão                       | Ludmila Nelidina · Rússia               | Akiko Suzuki · Japão                    |
| Haia 2002–03 (detalhes)        | Yukina Ota · Japão                      | Carolina Kostner · Itália               | Miki Ando · Japão                       |
| Malmö 2003–04 (detalhes)       | Miki Ando · Japão                       | Lina Johansson · Suécia                 | Viktória Pavuk · Hungria                |
| Helsinque 2004–05 (detalhes)   | Mao Asada · Japão                       | Kim Yuna · Coreia do Sul                | Kimmie Meissner · Estados Unidos        |
| Ostrava 2005–06 (detalhes)     | Kim Yuna · Coreia do Sul                | Aki Sawada · Japão                      | Xu Binshu · China                       |
| Sófia 2006–07 (detalhes)       | Caroline Zhang · Estados Unidos         | Ashley Wagner · Estados Unidos          | Megan Oster · Estados Unidos            |
| Gdańsk 2007–08 (detalhes)      | Mirai Nagasu · Estados Unidos           | Rachael Flatt · Estados Unidos          | Yuki Nishino · Japão                    |
| Goyang 2008–09 (detalhes)      | Becky Bereswill · Estados Unidos        | Yukiko Fujisawa · Japão                 | Alexe Gilles · Estados Unidos           |
| Tóquio 2009–10 (detalhes)      | Kanako Murakami · Japão                 | Polina Shelepen · Rússia                | Christina Gao · Estados Unidos          |
| Pequim 2010–11 (detalhes)      | Adelina Sotnikova · Rússia              | Elizaveta Tuktamysheva · Rússia         | Li Zijun · China                        |
| Quebec City 2011–12 (detalhes) | Yulia Lipnitskaya · Rússia              | Polina Shelepen · Rússia                | Polina Korobeynikova · Rússia           |
| Sóchi 2012–13 (detalhes)       | Elena Radionova · Rússia                | Hannah Miller · Estados Unidos          | Anna Pogorilaya · Rússia                |
| Fukuoka 2013–14 (detalhes)     | Maria Sotskova · Rússia                 | Serafima Sakhanovich · Rússia           | Evgenia Medvedeva · Rússia              |
| Barcelona 2014–15 (detalhes)   | Evgenia Medvedeva · Rússia              | Serafima Sakhanovich · Rússia           | Wakaba Higuchi · Japão                  |
| Barcelona 2015–16 (detalhes)   | Polina Tsurskaya · Rússia               | Maria Sotskova · Rússia                 | Marin Honda · Japão                     |
| Marselha 2016–17 (detalhes)    | Alina Zagitova · Rússia                 | Anastasiia Gubanova · Rússia            | Kaori Sakamoto · Japão                  |
| Nagoya 2017–18 (detalhes)      | Alexandra Trusova · Rússia              | Alena Kostornaia · Rússia               | Anastasia Tarakanova · Rússia           |
| Vancouver 2018–19 (detalhes)   | Alena Kostornaia · Rússia               | Alexandra Trusova · Rússia              | Alena Kanysheva · Rússia                |
| Turim 2019–20 (detalhes)       | Kamila Valieva · Rússia                 | Alysa Liu · Estados Unidos              | Daria Usacheva · Rússia                 |
| Pequim 2020–21                 | Cancelado devido à pandemia de COVID-19 | Cancelado devido à pandemia de COVID-19 | Cancelado devido à pandemia de COVID-19 |

### Duplas
| Evento                         | Ouro                                                   | Prata                                                  | Bronze                                                 |
| Lausana 1997–98 (detalhes)     | Julia Obertas · Dmytro Palamarchuk · Ucrânia           | Victoria Maxiuta · Vladislav Zhovnirski · Rússia       | Natalie Vlandis · Jered Guzman · Estados Unidos        |
| Detroit 1998–99 (detalhes)     | Julia Obertas · Dmytro Palamarchuk · Ucrânia           | Laura Handy · Paul Binnebose · Estados Unidos          | Victoria Maxiuta · Vladislav Zhovnirski · Rússia       |
| Gdańsk 1999–00 (detalhes)      | Aliona Savchenko · Stanislav Morozov · Ucrânia         | Julia Shapiro · Alexei Sokolov · Rússia                | Viktoria Shliakhova · Grigori Petrovski · Rússia       |
| Ayr 2000–01 (detalhes)         | Zhang Dan · Zhang Hao · China                          | Kristen Roth · Michael McPherson · Estados Unidos      | Yuko Kawaguchi · Alexander Markuntsov · Japão          |
| Bled 2001–02 (detalhes)        | Zhang Dan · Zhang Hao · China                          | Julia Karbovskaya · Sergei Slavnov · Rússia            | Ding Yang · Ren Zhongfei · China                       |
| Haia 2002–03 (detalhes)        | Ding Yang · Ren Zhongfei · China                       | Jessica Dubé · Samuel Tetrault · Canadá                | Jennifer Don · Jonathon Hunt · Estados Unidos          |
| Malmö 2003–04 (detalhes)       | Jessica Dubé · Bryce Davison · Canadá                  | Natalia Shestakova · Pavel Lebedev · Rússia            | Maria Mukhortova · Maxim Trankov · Rússia              |
| Helsinque 2004–05 (detalhes)   | Maria Mukhortova · Maxim Trankov · Rússia              | Brittany Vise · Nicholas Kole · Estados Unidos         | Mariel Miller · Rockne Brubaker · Estados Unidos       |
| Ostrava 2005–06 (detalhes)     | Valeria Simakova · Anton Tokarev · Rússia              | Julia Vlassov · Drew Meekins · Estados Unidos          | Mariel Miller · Rockne Brubaker · Estados Unidos       |
| Sófia 2006–07 (detalhes)       | Keauna McLaughlin · Rockne Brubaker · Estados Unidos   | Ksenia Krasilnikova · Konstantin Bezmaternikh · Rússia | Jessica Rose Paetsch · Jon Nuss · Estados Unidos       |
| Gdańsk 2007–08 (detalhes)      | Ksenia Krasilnikova · Konstantin Bezmaternikh · Rússia | Ekaterina Sheremetieva · Mikhail Kuznetsov · Rússia    | Jessica Rose Paetsch · Jon Nuss · Estados Unidos       |
| Goyang 2008–09 (detalhes)      | Lubov Iliushechkina · Nodari Maisuradze · Rússia       | Zhang Yue · Wang Lei · China                           | Ksenia Krasilnikova · Konstantin Bezmaternikh · Rússia |
| Tóquio 2009–10 (detalhes)      | Sui Wenjing · Han Cong · China                         | Narumi Takahashi · Mervin Tran · Japão                 | Zhang Yue · Wang Lei · China                           |
| Pequim 2010–11 (detalhes)      | Narumi Takahashi · Mervin Tran · Japão                 | Ksenia Stolbova · Fedor Klimov · Rússia                | Yu Xiaoyu · Jin Yang · China                           |
| Quebec City 2011–12 (detalhes) | Sui Wenjing · Han Cong · China                         | Katherine Bobak · Ian Beharry · Canadá                 | Britney Simpson · Matthew Blackmer · Estados Unidos    |
| Sóchi 2012–13 (detalhes)       | Lina Fedorova · Maxim Miroshkin · Rússia               | Vasilisa Davankova · Andrei Deputat · Rússia           | Maria Vigalova · Egor Zakroev · Rússia                 |
| Fukuoka 2013–14 (detalhes)     | Yu Xiaoyu · Jin Yang · China                           | Maria Vigalova · Egor Zakroev · Rússia                 | Lina Fedorova · Maxim Miroshkin · Rússia               |
| Barcelona 2014–15 (detalhes)   | Julianne Séguin · Charlie Bilodeau · Canadá            | Lina Fedorova · Maxim Miroshkin · Rússia               | Maria Vigalova · Egor Zakroev · Rússia                 |
| Barcelona 2015–16 (detalhes)   | Ekaterina Borisova · Dmitry Sopot · Rússia             | Anna Dušková · Martin Bidař · República Tcheca         | Amina Atakhanova · Ilia Spiridonov · Rússia            |
| Marselha 2016–17 (detalhes)    | Anastasia Mishina · Vladislav Mirzoev · Rússia         | Anna Dušková · Martin Bidař · República Tcheca         | Aleksandra Boikova · Dmitrii Kozlovskii · Rússia       |
| Nagoya 2017–18 (detalhes)      | Ekaterina Alexandrovskaya · Harley Windsor · Austrália | Apollinariia Panfilova · Dmitry Rylov · Rússia         | Daria Pavliuchenko · Denis Khodykin · Rússia           |
| Vancouver 2018–19 (detalhes)   | Anastasia Mishina · Aleksandr Galiamov · Rússia        | Polina Kostiukovich · Dmitrii Ialin · Rússia           | Apollinariia Panfilova · Dmitry Rylov · Rússia         |

### Dança no gelo
| Evento                         | Ouro                                                 | Prata                                                     | Bronze                                               |
| Lausana 1997–98 (detalhes)     | Federica Faiella · Luciano Milo · Itália             | Oksana Potdykova · Denis Petukhov · Rússia                | Flavia Ottaviani · Massimo Scali · Itália            |
| Detroit 1998–99 (detalhes)     | Jamie Silverstein · Justin Pekarek · Estados Unidos  | Federica Faiella · Luciano Milo · Itália                  | Natalia Romaniuta · Daniil Barantsev · Rússia        |
| Gdańsk 1999–00 (detalhes)      | Natalia Romaniuta · Daniil Barantsev · Rússia        | Emilie Nussear · Brandon Forsyth · Estados Unidos         | Kristina Kobaladze · Oleg Voiko · Ucrânia            |
| Ayr 2000–01 (detalhes)         | Tanith Belbin · Benjamin Agosto · Estados Unidos     | Elena Khaliavina · Maxim Shabalin · Rússia                | Miriam Steinel · Vladimir Tsvetkov · Alemanha        |
| Bled 2001–02 (detalhes)        | Elena Khaliavina · Maxim Shabalin · Rússia           | Elena Romanovskaya · Alexander Grachev · Rússia           | Miriam Steinel · Vladimir Tsvetkov · Alemanha        |
| Haia 2002–03 (detalhes)        | Oksana Domnina · Maxim Shabalin · Rússia             | Nóra Hoffmann · Attila Elek · Hungria                     | Elena Romanovskaya · Alexander Grachev · Rússia      |
| Malmö 2003–04 (detalhes)       | Nóra Hoffmann · Attila Elek · Hungria                | Elena Romanovskaya · Alexander Grachev · Rússia           | Morgan Matthews · Maxim Zavozin · Estados Unidos     |
| Helsinque 2004–05 (detalhes)   | Morgan Matthews · Maxim Zavozin · Estados Unidos     | Tessa Virtue · Scott Moir · Canadá                        | Anna Cappellini · Matteo Zanni · Itália              |
| Ostrava 2005–06 (detalhes)     | Tessa Virtue · Scott Moir · Canadá                   | Meryl Davis · Charlie White · Estados Unidos              | Anna Cappellini · Luca Lanotte · Itália              |
| Sófia 2006–07 (detalhes)       | Madison Hubbell · Keiffer Hubbell · Estados Unidos   | Emily Samuelson · Evan Bates · Estados Unidos             | Ekaterina Bobrova · Dmitri Soloviev · Rússia         |
| Gdańsk 2007–08 (detalhes)      | Maria Monko · Ilia Tkachenko · Rússia                | Emily Samuelson · Evan Bates · Estados Unidos             | Kristina Gorshkova · Vitali Butikov · Rússia         |
| Goyang 2008–09 (detalhes)      | Madison Chock · Greg Zuerlein · Estados Unidos       | Madison Hubbell · Keiffer Hubbell · Estados Unidos        | Ekaterina Riazanova · Jonathan Guerreiro · Rússia    |
| Tóquio 2009–10 (detalhes)      | Ksenia Monko · Kirill Khaliavin · Rússia             | Elena Ilinykh · Nikita Katsalapov · Rússia                | Maia Shibutani · Alex Shibutani · Estados Unidos     |
| Pequim 2010–11 (detalhes)      | Ksenia Monko · Kirill Khaliavin · Rússia             | Victoria Sinitsina · Ruslan Zhiganshin · Rússia           | Alexandra Stepanova · Ivan Bukin · Rússia            |
| Quebec City 2011–12 (detalhes) | Victoria Sinitsina · Ruslan Zhiganshin · Rússia      | Anna Yanovskaya · Sergey Mozgov · Rússia                  | Alexandra Stepanova · Ivan Bukin · Rússia            |
| Sóchi 2012–13 (detalhes)       | Alexandra Stepanova · Ivan Bukin · Rússia            | Gabriella Papadakis · Guillaume Cizeron · França          | Alexandra Aldridge · Daniel Eaton · Estados Unidos   |
| Fukuoka 2013–14 (detalhes)     | Anna Yanovskaya · Sergey Mozgov · Rússia             | Kaitlin Hawayek · Jean-Luc Baker · Estados Unidos         | Lorraine McNamara · Quinn Carpenter · Estados Unidos |
| Barcelona 2014–15 (detalhes)   | Anna Yanovskaya · Sergey Mozgov · Rússia             | Alla Loboda · Pavel Drozd · Rússia                        | Betina Popova · Yuri Vlasenko · Rússia               |
| Barcelona 2015–16 (detalhes)   | Lorraine McNamara · Quinn Carpenter · Estados Unidos | Alla Loboda · Pavel Drozd · Rússia                        | Rachel Parsons · Michael Parsons · Estados Unidos    |
| Marselha 2016–17 (detalhes)    | Rachel Parsons · Michael Parsons · Estados Unidos    | Alla Loboda · Pavel Drozd · Rússia                        | Lorraine McNamara · Quinn Carpenter · Estados Unidos |
| Nagoya 2017–18 (detalhes)      | Anastasia Skoptcova · Kirill Aleshin · Rússia        | Christina Carreira · Anthony Ponomarenko · Estados Unidos | Sofia Polishchuk · Alexander Vakhnov · Rússia        |
| Vancouver 2018–19 (detalhes)   | Sofia Shevchenko · Igor Eremenko · Rússia            | Arina Ushakova · Maxim Nekrasov · Rússia                  | Elizaveta Khudaiberdieva · Nikita Nazarov · Rússia   |